# Streptomyces noursei
Streptomyces noursei は、ストレプトマイセス属細菌の一種である。

## 用途
ナイスタチンはS. nourseiから分離されたポリエン系抗真菌薬である。